# Ficus aspera
Ficus aspera är en mullbärsväxtart som beskrevs av Forst. f.. Ficus aspera ingår i släktet fikonsläktet, och familjen mullbärsväxter. Inga underarter finns listade i Catalogue of Life.

## Bildgalleri

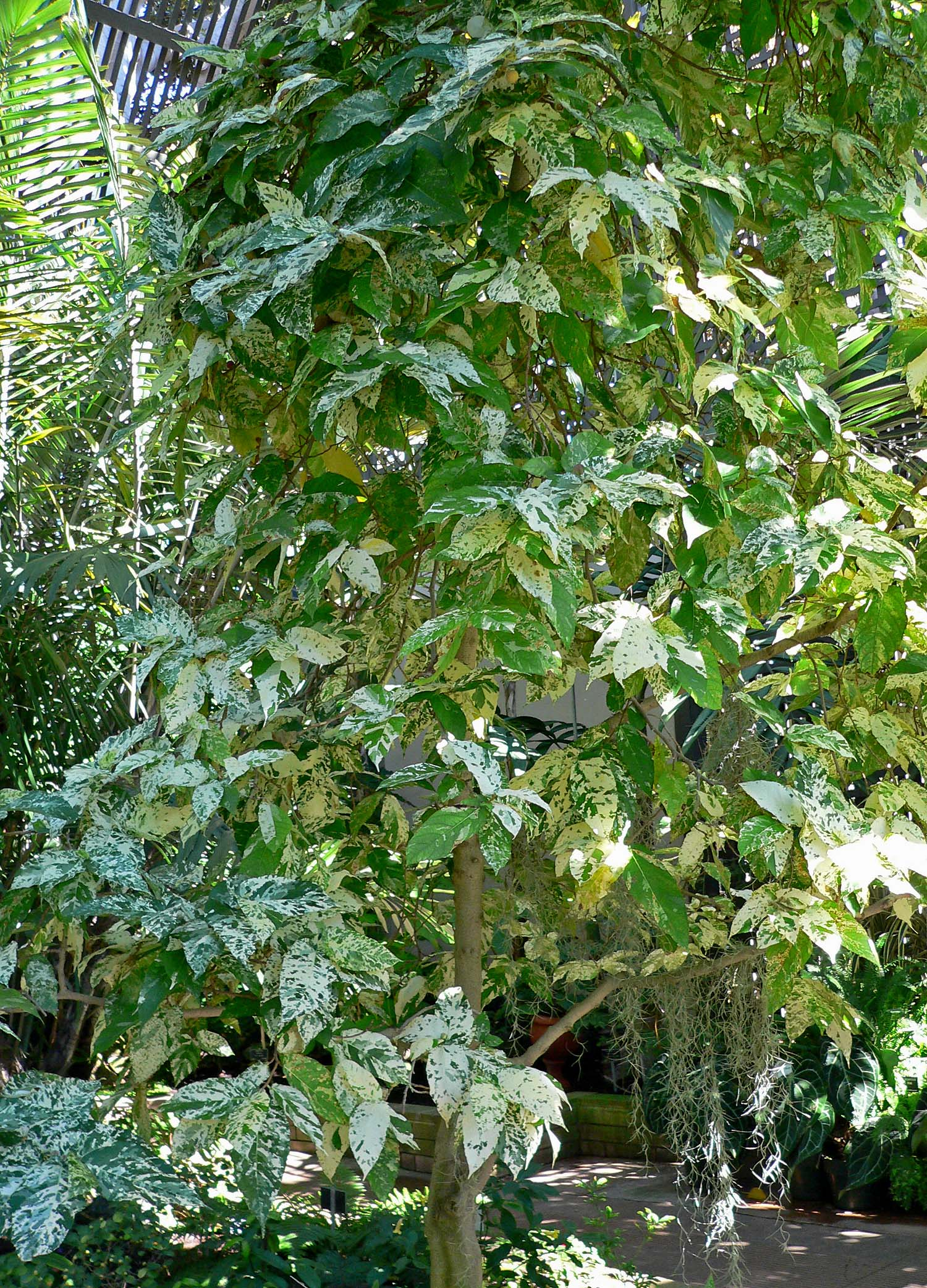
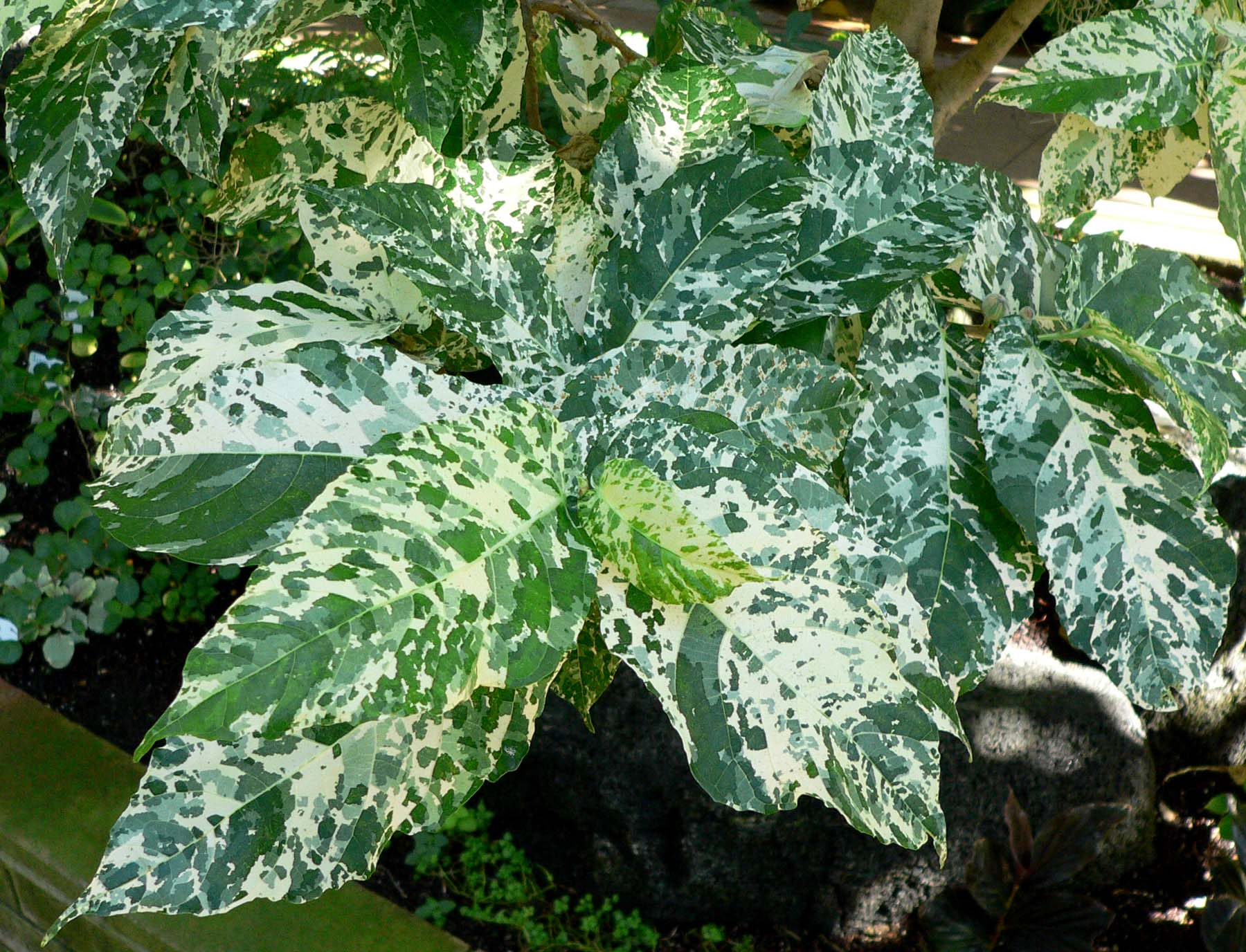
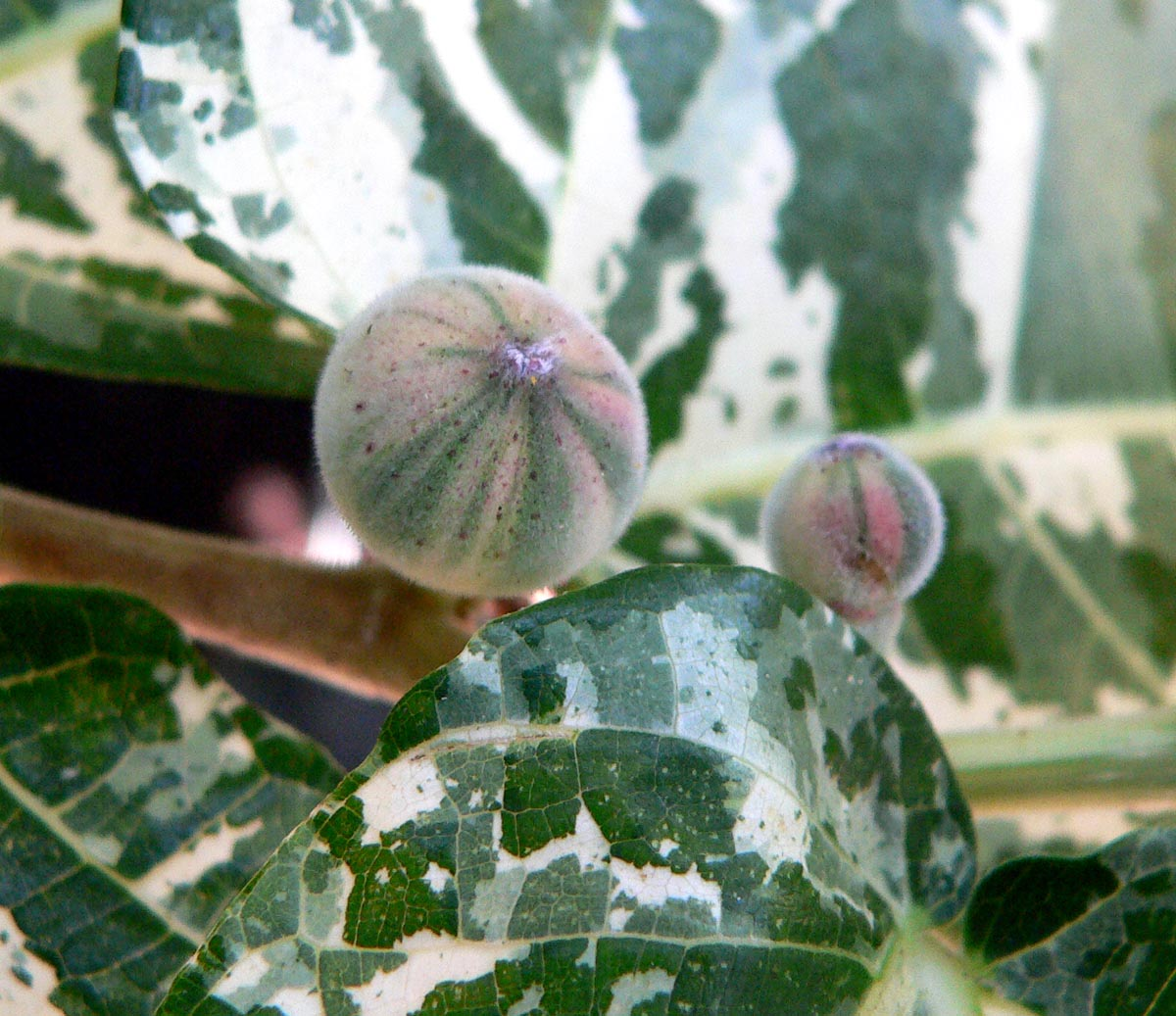
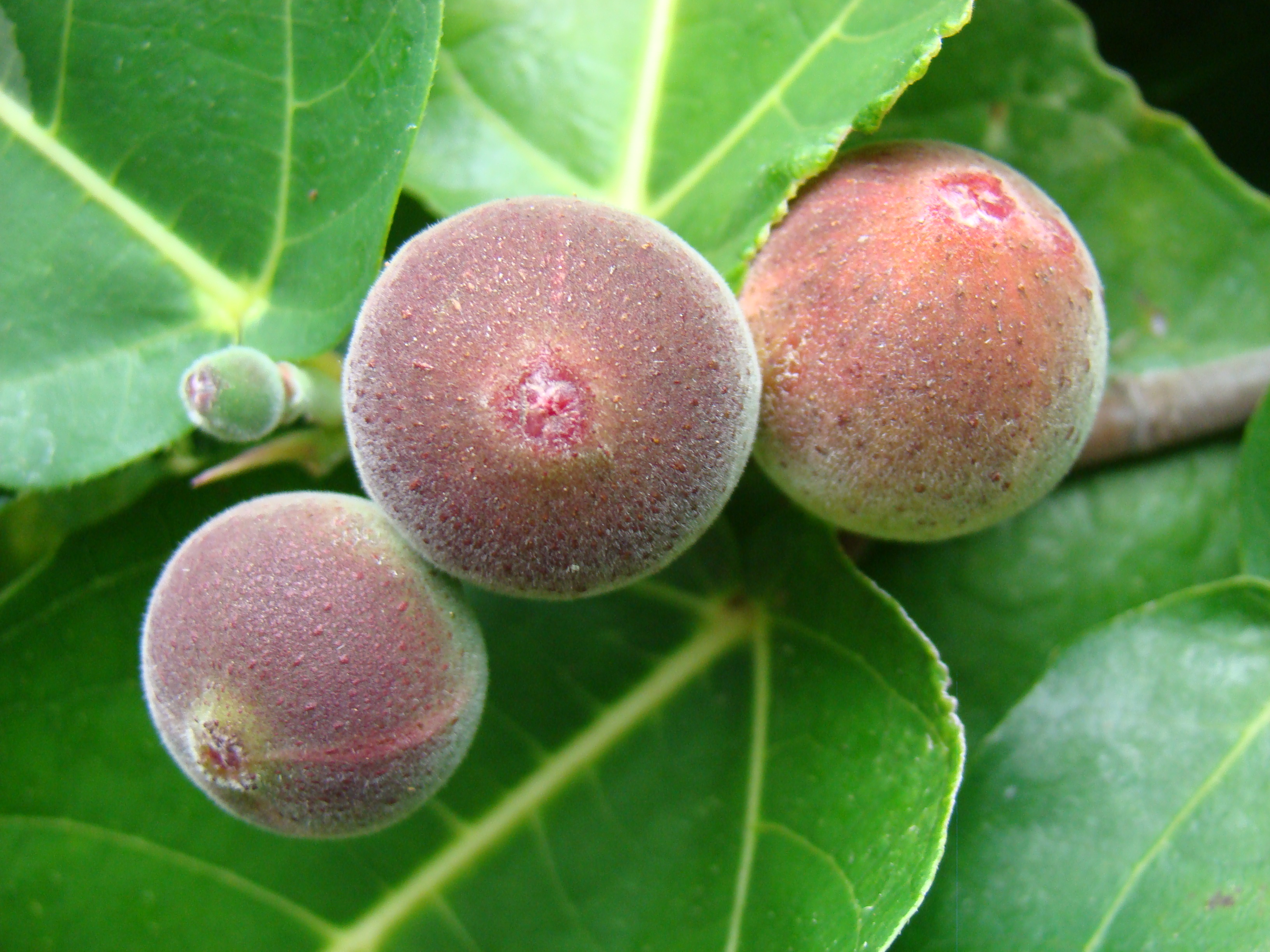